# 星海街
星海街是苏州工业园区的主要南北向道路之一，北起苏虹西路，南到金鸡湖大道。“海”字指上海市。
沿途的主要建筑有轨交星海广场站、星海公园。